# Norman Greenwood
Norman Neill Greenwood (* 19. Januar 1925 in Melbourne; † 14. November 2012 in Leeds) war ein australischer Chemiker (Anorganische Chemie).

## Werdegang und Werk
Greenwood studierte an der University of Melbourne Chemie mit dem Bachelor-Abschluss 1945 und dem Master-Abschluss 1948. Er war ein herausragender Student, obwohl er aus finanziellen Gründen nur in Teilzeit studieren konnte. Danach ging er mit einem Exhibition of 1851 Stipendium an die University of Cambridge (Sidney Sussex College), an der er 1951 bei Harry Julius Emeléus promoviert wurde. Danach forschte er am Atomic Energy Research Establishment, wo er sich mit Atomgewichten, Isotopen und künstlichen Elementen befasste. 1953 wurde er Lecturer in anorganischer Chemie an der University of Nottingham, wo er eine eigene Forschungsgruppe aufbaute. 1961 wurde er Professor für Anorganische Chemie am King’s College in Durham, der späteren University of Newcastle upon Tyne. Das war der erste Lehrstuhl für anorganische Chemie in Großbritannien. 1971 wurde er Professor an der University of Leeds, an der er der Abteilung Anorganische und Strukturchemie vorstand und an der er 1990 emeritiert wurde. Ab 1971 war er im Senat der Universität Leeds.
Er befasste sich mit Borhydriden und anderen Verbindungen von Hauptgruppenelementen und war einer der Pioniere der Anwendung der Mößbauerspektroskopie in der Chemie. Greenwood galt als Experte für Chemie von Bor, anfangs mit Borhydriden (und Verbindungen anderer Elemente der Borgruppe wie Gallium, Aluminium), später befasste er sich auch mit Metall-Boranen. Er entdeckte neuartige Clusterverbindung von Borhydriden mit einer Vielzahl von Metallen. Bekannt ist er für ein Lehrbuch mit Alan Earnshaw Chemistry of the Elements und er galt als herausragender Lehrer. Das Lehrbuch trug auch zur Verbreitung und Anerkennung anorganischer Chemie in Großbritannien bei und wurde in mehrere Sprachen übersetzt. Es hat in der Auflage von 1997 rund 1300 Seiten. Das Buch vermeidet den Begriff anorganische Chemie zugunsten von Chemie der Elemente, da Greenwood wie er im Vorwort ausführt, die Unterteilung für veraltet hält. Nach eigenen Worten wollte er außerdem die grundlegenden Fakten und Besonderheiten zu den jeweiligen Elementen und ihren Verbindungen bringen, vor einer Erklärung durch die jeweils modernste Theorie, da diese nach Greenwoods Erfahrung häufiger Wandlungen unterzogen wäre. Für die Faktensammlung suchte er sich die Adressen von 484 Chemiefirmen aus Chemical and Engineering News heraus und befragte sie detailliert über die einzelnen Elemente, was zur Präsentation (häufig in Form von Übersichtsboxen) der Verwendung und industriellen Herstellung der Elemente im Buch führte. Ein einleitendes Kapitel behandelt die kernphysikalischen und astrophysikalischen Grundlagen der Entstehung und Häufigkeiten der Elemente im Universum (und ihrer stabilen und instabilen Isotope), ein Punkt der laut Greenwood in anderen Lehrbüchern vernachlässigt wurde. Das Buch enthält auch Übersichten über wichtige historische Daten zu den einzelnen Elementen. Nachdem er auch noch ein halbes Sabbatjahr für das Buch verwendet hatte, er gleichzeitig aber viele andere Verpflichtungen hatte und die Zeit auslief, zog er seinen Kollegen Alan Earnshaw in Leeds hinzu, um das Buch zu vollenden.
Er war einer der leitenden Wissenschaftler der NASA für die Analyse der Mondgesteine, vor allem wegen seiner Expertise in Mößbauerspektroskopie. Bei einer Gelegenheit wurde er auch zum Start einer Apollo-Mondrakete von der NASA eingeladen.
1970 bis 1975 war er Vorsitzender der IUPAC Kommission über Atomgewichte und war Präsident von deren Abteilung Anorganische Chemie.

## Auszeichnungen
1983 erhielt Greenwood den Liversidge Award der Royal Society of Chemistry. 1987 wurde er Fellow der Royal Society und er war Fellow der Royal Society of Chemistry. Er war Ehrendoktor von Universitäten in Japan und Frankreich und auswärtiges Mitglied der Académie des Sciences.

## Privates
Er war seit 1951 mit der Norwegerin Kirsten Greenwood verheiratet und hatte drei Töchter. Greenwood reiste gern und hatte längere Gastprofessuren auf vier Kontinenten.
Sein erster Doktorand war Kenneth Wade.

## Schriften (Auswahl)
- Principles of Atomic Orbitals – Monograph for Teachers,  Royal Society of Chemistry, 1968
- Ionic crystals, lattice defects and nonstoichiometry, Butterworths, 1968
- mit T. C. Gibb: Mössbauer Spectroscopy, Chapman and Hall,  1971
- als Herausgeber: Spectroscopic Properties of Inorganic and Organometallic Compounds, Royal Society of Chemistry, 9 Bände, 1968–1976
- mit Alan Earnshaw: Chemistry of the Elements, Butterworth-Heinemann, 1984, 2. Auflage 1997, ISBN 978-0-08-037941-8.
  - Deutsche Übersetzung: Chemie der Elemente, Weinheim: VCH 1988, 1990
- Recollections of a Scientist, 2 Bände, Xlibris 2012